# Clypastraea brunnea
Clypastraea brunnea là một loài bọ cánh cứng trong họ Corylophidae. Loài này được Brisout miêu tả khoa học đầu tiên năm 1863.